# Закрейс, Франц
Франц Закрейс (чеш. František Zákrejs; 7 мая 1839, Поличка, королевство Богемия, Австрийская империя — 9 июня 1907, Наход, королевство Богемия, Австро-Венгрия) — чешский писатель.
Начал небольшими сатирическими рассказами, однако ценятся главным образом его драмы: «Národni hospodář» (1867), трагедии: «Poděbradovna» (1872), «Král svého lidu» (1879), «Anežka» (1883) и комедии: «Naši vyhráli», «Dve krasnych oči» (1873); «Červenobilá stolistka» (1881). Кроме того, Закрейс был известен как защитник подлинности Краледворской рукописи и как редактор нескольких литературных журналов.